# Being High
Being High — це другий мініальбом київського музиканта, сонграйтера Костянтина Почтаря (Postman), реліз ЕР відбувся 1 вересня 2017 року.

## Про альбом
До EP «Being High» увійшло 4 англомовні пісні у стилі «психоделічний фольк». Запис треків відбувався з використанням магнітної плівки, що надає їм специфічного лампового звучання.
«Минулий альбом „Context“ складався з двох частин — української та англійської, а зараз я просто вирішив випустити два окремі альбоми. Думаю, тут більше, ніж на попередніх записах чути вплив 60-х — це стосується і звуку, і тем, які піднімаються в піснях, але я розділяю ці ідеї і ці пісні — мій власний життєвий досвід. Я сам зіграв всі інструментальні партії, а в пісні „Talk To This World“ навіть звучить гуцульський інструмент тилинка, придбана у місцевого майстра Михайла Тафійчука. На обкладинці теж зображені гуцульські орнаменти. Їх перемалював з килима у старій хаті в селі Яворів мій друг Андрій Янковський. „Being High“ — це ж про гори, якщо що», — розповідає Костянтин Почтар.

## Track by track
Спеціально для Open.ua Костянтин Почтар розповів про кожен трек нового релізу Postman:
1. «Another Perfect Chain»
"Перед записом, я відправляв тексти пісень на перевірку своєму другу Йозефу із Сан-Дієго. Він мені радив десь щось змінити, десь я пропустив артиклі. Коли вже треки були записані, він написав: "Слухай, а що ти мав на увазі під «cross the line» у рядку «If I'm old enough not to cross the line?» Я йому відповів, що ну два значення. Одне абстрактне — чи я вже достатньо дорослий, щоб не виходити за межі дозволеного, щоб не висовуватись, не намагатись вийти за рамки, яке створює соціум. А друге — буквальне, алюзія до київського метро — не заступати за жовту обмежувальну лінію, нанесену на східцях. Він відповів: «О, круто, я б ніколи не подумав вжити такий зворот у цьому контексті, але підходить класно». Ось так «international English» наділяє новими сенсами «native English».
2. «All I Want Is You»
«Спочатку слова цієї пісні були одою альбому Раві Шанкара „The Exciting Music Of Ravi Shankar“. Вона складена з трьох різних шматочків, які я писав в різні часи. Це мій перший тест подібного підходу для написання музики».
3. «Being High»
«Пісня, яку я написав у готелі під час свого першого туру Словаччиною рік тому. Вся ця історія занадто канонічна і я над нею стібусь, але це правда. Я просто дивився в вікно з даху. Дивився на індустріальний пейзаж „словацького Сіетлу“ і записував те, що бачу у свій зелений блокнот. А другу частину написав перед концертом 5 Vymir у Берліні у вересні. Я жив у подруги, в квартирі якої є піаніно. Там я написав пару мотивчиків за кілька годин, а тепер використовую їх».4
4. «Talk To This World»
«Пісня, написана після того, як я повернувся з того ж туру і ми з друзями тусили в мене вдома. Поки вони курили на балконі, я написав цю пісню. За три хвилини. Мої друзі дуже швидко курять».

## Композиції
1. Another Perfect Chain
2. All I Want Is You
3. Being High
4. Talk To This World

## Музиканти
- Костянтин Почтар — гітара, вокал, тилинка.
- Вадік Лазарєв — запис, зведення, мастеринг Lipky Zvokozapys (треки 1, 2).
- Валік Жиленко — запис, зведення, мастеринг Lipky Zvokozapys (треки 3, 4).